# Long Black Veil
Long Black Veil est une chanson de musique country écrite par Danny Dill et Marijohn Wilkin enregistrée la première fois en 1959 par Lefty Frizzell.
Parmi ses autres interprètes :
- Johnny Cash dans son album At Folsom Prison en 1968.
- Burl Ives dans son album The Versatile Burl Ives! en 1961.
- The Chieftains dans leur album The Long Black Veil en 1995.
- Johnny Rivers en 1962.
- Roy Drusky en 1963.
- The Band dans leur premier album Music from Big Pink en 1968.
- Jean Shepard.
- Johnny Lee.
- Joan Baez.
- Barry White
- Nick Cave and The Bad Seeds en 1986 dans leur album de reprises Kicking Against the Pricks.  .